# Jacob Lofland
Jacob Seth Lofland, född 30 juli 1996 i Briggsville, Arkansas, är en amerikansk skådespelare.
Jacob Lofland har bland annat medverkat i två Maze Runner-filmer där han spelat Aris. Han har även medverkat i Joker: Folie à Deux där han spelade Ricky Meline. I TV-serien American Primeval spelade han Cooper Norris, en av huvudkaraktärerna.

## Filmografi (i urval)
- 2018 – Maze Runner: The Scorch Trials
- 2018 – Maze Runner: The Death Cure
- 2024 – Joker: Folie à Deux
- 2024–2025 – American Primeval (TV-serie)